# سارا چپمن
سارا چَپمَن (انگلیسی: Sarah Chapman، بعداً دیرمِن (انگلیسی: Dearman)؛ ۳۱ اکتبر ۱۸۶۲ - ۲۷ نوامبر ۱۹۴۵) یک کارگر بریتانیایی بود که یکی از رهبران اعتصاب ۱۸۸۸ دختران کبریت برایانت و می بود. چپمن و بقیه کارگران که در اعتصاب شرکت داشتند از آن زمان به‌عنوان «پیشگامان برابری جنسیتی و انصاف در کار که میراث ماندگاری بر جنبش اتحادیه کارگری بر جای گذاشتند» شناخته شدند.